# Кобзарівська сільська рада (Зборівський район)
Кобзарі́вська сільська́ ра́да — адміністративно-територіальна одиниця та орган місцевого самоврядування у Зборівському районі Тернопільської області. Адміністративний центр — село Кобзарівка.

## Загальні відомості
Кобзарівська сільська рада утворена в 1939 році.
- Територія ради: 2,93 км²
- Населення ради: 782 особи (станом на 2001 рік)
- Територією ради протікає річка Серет

## Населені пункти
Сільській раді були підпорядковані населені пункти:
- с. Кобзарівка
- с. Вертелка

## Склад ради
Рада складалася з 15 депутатів та голови.
- Голова ради: Туткалюк Ольга Миколаївна
- Секретар ради: Дубина Ігор Любомирович

### Керівний склад попередніх скликань
| Прізвище, ім'я, по батькові | Основні відомості                                                                                  | Дата обрання | Дата звільнення |
| --------------------------- | -------------------------------------------------------------------------------------------------- | ------------ | --------------- |
| Туткалюк Ольга Миколаївна   | Сільський голова, 1974 року народження, освіта вища, член Всеукраїнського об'єднання «Батьківщина» | 26.03.2006   | 31.10.2010      |
| Туткалюк Ольга Миколаївна   | Сільський голова, 1974 року народження, освіта вища, позапартійна                                  | 31.10.2010   |                 |

Примітка: таблиця складена за даними сайту Верховної Ради України

### Депутати
За результатами місцевих виборів 2010 року депутатами ради стали:

#### За суб'єктами висування
| Суб'єкт висування | Кількість обраних депутатів | %   |
| ----------------- | --------------------------- | --- |
| Самовисування     | 15                          | 100 |

#### За округами
| № округу | Прізвище, ім'я, по батькові    | Дата визнання обраним | Освіта             | Партійна приналежність | Відомості про обраного депутата                                      |
| -------- | ------------------------------ | --------------------- | ------------------ | ---------------------- | -------------------------------------------------------------------- |
| 1        | Гоголь Марія Андріївна         | 05.11.2010            | середня спеціальна | позапартійна           | тимчасово не працює                                                  |
| 2        | Джуль Андрій Петрович          | 05.11.2010            | середня            | позапартійний          | тимчасово не працює                                                  |
| 3        | Іван Навроцький Йосипович      | 05.11.2010            | середня спеціальна | позапартійний          | тимчасово не працює                                                  |
| 4        | Ірина Михайлюк Миронівна       | 05.11.2010            | середня спеціальна | позапартійна           | фельдшерсько-акушерський пункт с. Вертелка, завідувачка, завідувачка |
| 5        | Недогін Надія Петрівна         | 05.11.2010            | середня спеціальна | позапартійна           | Санаторій"Барвінок", повар, повар                                    |
| 6        | Бербелицька Любов Григорівна   | 05.11.2010            | вища               | позапартійна           | Залозецькийміжшкільнийнавчальнийкомбінат, вчитель                    |
| 7        | Ярошевський Володимир Петрович | 05.11.2010            | середня спеціальна | позапартійний          | тимчасово не працює                                                  |
| 8        | Кривий Василь Миронович        | 05.11.2010            | середня спеціальна | позапартійний          | тимчасово не працює                                                  |
| 9        | Барабаш Любов Євгенівна        | 05.11.2010            | середня спеціальна | позапартійна           | фельдшерсько-акушерський пункт с. Кобзарівка, завідувачка            |
| 10       | Дубчак Галина Іванівна         | 05.11.2010            | середня спеціальна | позапартійна           | Кобзарівська сільськабібліотека, завідувачка                         |
| 11       | Дубина Ігор Любомирович        | 05.11.2010            | середня спеціальна | позапартійний          | Кобзарівськасільська рада, секретар                                  |
| 12       | Чопик Олександра Богданівна    | 05.11.2010            | середня спеціальна | позапартійна           | Кобзарівське відділеннязв'язку, начальник                            |
| 13       | Дубчак Надія Ярославівна       | 05.11.2010            | середня спеціальна | позапартійна           | тимчасово не працює                                                  |
| 14       | Озерчук Світлана Володимирівна | 05.11.2010            | вища               | позапартійна           | загальноосвітня школа І-ІІІ ст. с. Кобзарівки, вчитель               |
| 15       | Невідомий Степан Михайлович    | 05.11.2010            | середня            | позапартійний          | тимчасово не працює                                                  |